# Jan Pierzchała
Jan Pierzchała (ur. 26 września 1921 w Jaworznie, zm. 7 grudnia 2003 w Sosnowcu) – polski prozaik, poeta, autor adaptacji scenicznych, dramaturg, tłumacz.

## Życiorys
W 1945 debiutował jako poeta na antenie Polskiego Radia. W latach 1947–1950 studiował polonistykę na Uniwersytecie Wrocławskim. W latach 1947–1949 pełnił funkcję sekretarza redakcji kwartalnika „Zeszyty Wrocławskie”. Uczestniczył w pracach Towarzystwa Miłośników Języka Polskiego i Literatury we Wrocławiu, pracował na stanowisku dyrektora ds. programowych rozgłośni Polskiego Radia. W 1953 zamieszkał w Sosnowcu i rozpoczął pracę w katowickim wydawnictwie „Śląsk”. W 1956 objął stanowisko attaché kulturalnego Ambasady PRL w Berlinie Wschodnim. W 1959 wrócił do Polski i pracował w redakcji wydania niedzielnego „Trybuny Robotniczej”. W latach 1962–1981 był zastępcą redaktora naczelnego „Poglądów”. W latach 1964–1966 był kierownikiem literackim Teatru Dramatycznego im. Adama Mickiewicza w Częstochowie, 1966–1997 w sosnowieckim Teatrze Zagłębia. W latach 1986–1990 był członkiem Narodowej Rady Kultury.
Należał do PZPR. W latach 1964–1968 był zastępcą członka KC PZPR. Był także działaczem PRON, członkiem Rady Wojewódzkiej w Katowicach (1983-1989) oraz działaczem Towarzystwa Przyjaźni Polsko-Radzieckiej (Członek Plenum Zarządu Wojewódzkiego w Katowicach od 1962 roku).
W czasach PRL był odznaczony m.in.: Krzyżem Komandorskim Orderu Odrodzenia Polski, Orderem Sztandaru Pracy II klasy, Medalem 10-lecia Polski Ludowej, Medalem 30-lecia Polski Ludowej i Brązowym Medalem „Za zasługi dla obronności kraju”. Był laureatem nagrody „Trybuny Ludu” (1983).
W 1998 został odznaczony Medalem Polonia Mater Nostra Est. W 2002 r. uhonorowany orderem „Zasłużony dla Miasta Sosnowca”.
Wiersze, opowiadania, reportaże, artykuły publicystyczne, recenzje i przekłady zamieszczał w wielu czasopismach (m.in.: „Dziennik Polski”, „Dziennik Zachodni”, „Kuźnica”, „Litieraturnaja gazieta”, „Miesięcznik Literacki”, „Nowa Kultura”, „Odra”, „Odrodzenie”, „Opcje”, „Poglądy”, „Przemiany”, „Słowo Polskie”, „Sprawy i Ludzie”, „Szczecin”, „Śląsk”, „Śląsk Literacki”, „Tak i Nie”, „Tygodnik Kulturalny”, „Tygodnik Powszechny”, „Wieś”, „Zaranie Śląskie”, „Zeszyty Wrocławskie”, „Życie Literackie”).

## Twórczość
- Wiersze (1948),
- Dziewczyna (1952),
- Noce bez światła (1954),
- Rozstanie i powrót (1957),
- Anastazy Kowalczyk. Opowieść biograficzna (1962),
- Antykwariat przy ulicy Barbarossy. Opowiadania (1962),
- Legenda Zagłębia. Szkice  (1962, wyd. 2 1971),
- Dzień z nocą na trzy podzielony (1964),
- Krzak gorejący (1972),
- Przeczekaj deszcz (1975),
- Jak krótkie lato (1980),
- Opasani ciemnością (1983),
- Prawdziwy zabytek dawniejszego wieku. O Hipolicie Kownackim ze Sławkowa.1961–1854 (1988),
- Z ciemni podskórnej. Szkice o pisarzach współczesnych urodzonych w Zagłębiu Dąbrowskim (1992).